# 엄도일
엄도일(본명 : 엄도율, 1959년 ~ )은 대한민국의 배우이다.
현재는 인천-김포-서울간 운행하는 한노선의 버스기사가 되셨다.
2017년 10월쯤 김포운수를 퇴직하심

## 출연작

### 영화
- 《칙칙폭폭》 (1998년)
- 《사랑 그리고 포르노》 (1997년)
- 《미스 키스 섹스》 (1997년)
- 《나 홍콩 보내줘》 (1997년)
- 《보디 렌탈》 (1997년)
- 《무쏘 남자 무쏘 여자》 (1996년)
- 《5분만 더》 (1996년)
- 《투 카사노바》 (1995년)
- 《유니폼 정사》 (1995년)
- 《에로스 환타지》 (1995년)
- 《부부생활 러브센스 101》 (1995년)
- 《블루 베드》 (1994년)
- 《은빛 여우》 (1993년)
- 《뜨거운 비》 (1993년)
- 《러브호텔 비상구》 (1993년) - 독고민 역
- 《꾼사냥》 (1993년)
- 《도색부인》 (1993년) - 가죽점퍼 청년 역
- 《넝쿨속의 히야신스》 (1992년) - 찬우 역
- 《비처럼 음악처럼》 (1992년) - 윤준호 역
- 《가진것 없소이다》 (1992년)
- 《붉은 신호에 걷는 여자》 (1992년)
- 《이태원 밤하늘엔 미국 달이 뜨는가》 (1991년)
- 《달빛타는 여자》 (1991년) - 철민 역
- 《오늘같이 좋은날》 (1991년) - 동민 역
- 《토끼를 태운 잠수함》 (1991년) - 민우 역
- 《아들나라》 (1991년) - 정일 역
- 《땡삐》 (1990년) - 재식 역
- 《마리화나》 (1990년)
- 《그 후로도 오랫동안》 (1989년)
- 《달리는 도시》 (1989년)
- 《빨강 바다》 (1989년)
- 《청춘시대》 (1988년)
- 《돌아이 3》 (1987년)
- 《빙해》 (1987년)
- 《지옥의 링》 (1987년)
- 《수렁에서 건진 내딸 2》 (1986년)
- 《깜보》 (1986년) - 매니저 역
- 《달빛타기》 (1986년) - 영남 역
- 《돌아이》 (1985년)
- 《열아홉살 쌩머리》 (1985년)